# Stictopleurus
Stictopleurus – rodzaj owada z podrzędu pluskwiaków różnoskrzydłych z rodziny wysysowatych (Rhopalidae).

## Morfologia
Pluskwiaki te posiadają ciało długości od 5,5 do 9 mm. Ubarwione są różnorodnie: od żółtoszarego przez czerwonożółty i zielonkawy do ciemnobrązowego. Posiadają głowę trójkątną, wyposażoną w duże, wypukłe oczy i czułki o krótkim i masywnym pierwszym członie. Przedplecze posiada wyraźną bruzdę, a na słabo zesklerotyzownaych półpokrywach wyraźnie widoczne jest użyłkowanie.

## Występowanie i gatunki
Jest to rodzaj holoarktyczny grupujący 23 gatunki, z których 10 lub 11 wykazano w Europie, a 4 w Polsce (oznaczone pogrubieniem). Gatunki europejskie to:
- Stictopleurus abutilon (Rossi, 1790)
- Stictopleurus crassicornis (Linnaeus, 1758)
- Stictopleurus pictus (Fieber, 1861)
- Stictopleurus punctatonervosus (Goeze, 1778)
- Stictopleurus ribauti Vidal, 1952
- Stictopleurus seiceus (Horváth, 1896)
- Stictopleurus subtomentosus (Rey, 1888)
- Stictopleurus synavei Göllner-Scheiding, 1975
- Stictopleurus unicolor (Jakovlev, 1873)
- Stictopleurus viridicatus (Uhler, 1872)